# Vegas (Cayey)
Vegas es un barrio ubicado en el municipio de Cayey en el estado libre asociado de Puerto Rico. En el Censo de 2010 tenía una población de 4083 habitantes y una densidad poblacional de 502,86 personas por km².

## Geografía
Vegas se encuentra ubicado en las coordenadas 18°7′41″N 66°6′54″O / 18.12806, -66.11500. Según la Oficina del Censo de los Estados Unidos, Vegas tiene una superficie total de 8.12 km², de la cual 8.11 km² corresponden a tierra firme y (0.16%) 0.01 km² es agua.

## Demografía
Según el censo de 2010, había 4083 personas residiendo en Vegas. La densidad de población era de 502,86 hab./km². De los 4083 habitantes, Vegas estaba compuesto por el 82.17% blancos, el 6.17% eran afroamericanos, el 0.24% eran amerindios, el 0.1% eran asiáticos, el 9.38% eran de otras razas y el 1.93% pertenecían a dos o más razas. Del total de la población el 99.39% eran hispanos o latinos de cualquier raza.